# Макэлхенни, Роб
Роберт Дэйл (Роб) Макэлхенни (англ. Robert Dale (Rob) McElhenney; род. 14 апреля 1977, Филадельфия, Пенсильвания, США) — американский актёр, продюсер, сценарист и режиссёр. Наиболее известен по роли Мака в телесериале «В Филадельфии всегда солнечно», где также является одним из создателей.

## Биография
Макэлхенни родился в Филадельфии, став третьим ребёнком в семье. Оба его родителя имеют ирландское происхождение. Он был воспитан в католической вере. Его родители развелись, когда Макэлхенни было восемь лет, после того, как его мать совершила каминг-аут как лесбиянка.
В июле 2015 Роб Макэлхенни получил режиссёрский пост фильма по мотивам игры Minecraft, который разрабатывает студия Warner, но в августе 2018 года по неизвестным причинам покинул проект.
Женился на Кейтлин Олсон 27 сентября 2008 года. У супругов есть два сына — Аксель Ли Макэлхенни (род.01.09.2010) и Лео Грэй Макэлхенни (род.05.04.2012).

## Фильмография
Кино
| Год  | Название на русском      | Оригинальное название                  | Роль              | Примечания     |
| ---- | ------------------------ | -------------------------------------- | ----------------- | -------------- |
| 1997 | Собственность дьявола    | The Devil’s Own                        | Кевин             | Сцены вырезаны |
| 1998 | Гражданский иск          | A Civil Action                         | подросток         |                |
| 2000 | Вундеркинды              | Wonder Boys                            | студент           | Сцены вырезаны |
| 2001 | 13 разговоров об одном   | Thirteen Conversations About One Thing | Крис Хаммонд      |                |
| 2001 | Истории походного костра | Campfire Stories                       | Рики              |                |
| 2002 | Короче говоря            | Long Story Short                       | Трент             |                |
| 2003 | Последние дни            | Latter Days                            | старейшина Хармон |                |
| 2004 | Городская тюрьма         | The Tollbooth                          | Саймон Стэнтон    |                |

Телевидение
| Год          | Название на русском           | Оригинальное название             | Роль                     | Примечания                                       |
| ------------ | ----------------------------- | --------------------------------- | ------------------------ | ------------------------------------------------ |
| 1997         | Закон и порядок               | Law & Order                       | Джоуи Тимон              | Эпизод: «Thrill»                                 |
| 2004         | Скорая помощь                 | ER                                | Энди Феш                 | Эпизод: «Where There’s Smoke»                    |
| 2005 — н. в. | В Филадельфии всегда солнечно | It’s Always Sunny in Philadelphia | Рональд «Мак» МакДональд | Также создатель, сценарист, продюсер и режиссёр  |
| 2007, 2010   | Остаться в живых              | Lost                              | Алдо                     | 2 эпизода                                        |
| 2011-2012    | Как стать джентльменом        | How to Be a Gentleman             | N/A                      | Консультирующий продюсер                         |
| 2012         |                               | Living Loaded                     | N/A                      | Пилот; также создатель и исполнительный продюсер |
| 2012         | Бесконтрольные                | Unsupervised                      | N/A                      | Исполнительный продюсер                          |
| 2014-2017    | Проект Минди                  | The Mindy Project                 | Луис «Лу» Тукерс         | 4 эпизода                                        |
| 2015         | Под запись с Миком Роком      | On the Record with Mick Rock      | N/A                      | Исполнительный продюсер                          |
| 2017         | Фарго                         | Fargo                             | офицер Оскар Хант        | Эпизод: «The Law of Non-Contradiction»           |
| 2018 — н. в. | Крутые ребята                 | The Cool Kids                     | N/A                      | Соисполнительный продюсер                        |
| 2019         |                               | Spikeface                         | N/A                      | Исполнительный продюсер                          |
| 2020         | Мистический квест             | Mythic Quest: Raven’s Banquet     | Иэн Гримм                | Режиссёр, сценарист, продюсер                    |
| 2021-н. в.   | Начальная школа Эбботт        | Abbott Elementary                 | Рональд «Мак» МакДональд | Эпизод: «Volunteers»                             |
| 2021-н. в.   | Добро пожаловать в Рексэм     | Welcome to Wrexham                | Играет самого себя       | Сценарист, продюсер, сопредседатель ФК «Рексем»  |